# Katarzyna Dłużyk
Katarzyna Dłużyk (ur. 10 maja 1982 w Poznaniu) – polska koszykarka, występująca na pozycji rozgrywającej.

## Osiągnięcia
Stan na 3 kwietnia 2023, na podstawie, o ile nie zaznaczono inaczej.

### Drużynowe
Młodzieżowe
- Mistrzyni Polski kadetek (1999)
- Brązowa medalistka mistrzostw Polski juniorek (2000)

### Reprezentacja
- Brązowa medalistka mistrzostw Europy U–18 (2000)[2]
- Uczestniczka mistrzostw świata U–19 (2001 – 10. miejsce)[3]